# 더 원더
《더 원더》(영어: The Wonder)는 2022년 개봉한 드라마 영화이다. 세바스티안 렐리오가 감독과 공동각본을 맡았다.

## 출연진
- 플로렌스 퓨 - 리브
- 톰 버크
- 니브 알가
- 일레인 캐시디
- 킬라 로드 캐시디
- 토비 존스
- 키어런 하인즈
- 더멋 크롤리
- 브라이언 F. 오번
- 데이비드 윌멋